# Gianluca Vialli
Gianluca Vialli Commendatore OMRI (phát âm tiếng Ý: [dʒanˈluːka ˈvjalli, viˈa-]; 9 tháng 7 năm 1964 – 5 tháng 1 năm 2023) là một cựu cầu thủ và huấn luyện viên bóng đá người Ý từng chơi ở vị trí tiền đạo.

## Sự nghiệp cầu thủ
Vialli bắt đầu sự nghiệp bóng đá ở câu lạc bộ U.S. Cremonese năm 1980. Sau khi ghi 10 bàn cho câu lạc bộ này trong mùa bóng 1983-84 ông đã chuyển sang chơi cho câu lạc bộ U.C. Sampdoria. Tại Sampdoria ông chơi cặp tiền đạo cùng với người bạn từ thời thơ ấu của mình là Roberto Mancini, hai người được báo chí đặt cho biệt danh "I Gemelli del Gol" (tạm dịch: "tiền đạo song sinh"). Ở thời đỉnh cao phong đô của ông, Sampdoria đạt được thành công nhất trong lịch sử câu lạc bộ khi đạt được cúp vô địch Serie A lần đầu tiên năm 1990-1991, cũng trong mùa bóng đó Vialli là vua phá lưới với 19 bàn. Họ còn đạt được một cup C2 khi thắng Anderlecht trong trận chung kết năm 1990, và 3 cup quốc gia Ý. Năm 1992 họ cũng lọt vào trận chung kết cup C1 nhưng bị thua trước câu lạc bộ FC Barcelona của Tây Ban Nha.
Sau trận thua đó ông chuyển sang Juventus với kỉ lục chuyển nhượng lúc đó là 12.5 triệu bảng Anh. Ông giành được cúp C3 trong mùa đầu tiên chơi cho Juve. Năm 1995 ông đoạt được cú đúp khi giành được Scudetto và cup Ý, mùa bóng đó ông cũng ghi được 16 bàn thắng. Năm 96 đội bóng của ông đã giành được cup C1 khi đánh bại Ajax trong trận chung kết.
Cuối năm 1996 anh chuyển sang chơi cho câu lạc bộ Chelsea F.C. của Anh với mức lương 1 triệu bảng/năm. Anh đoạt được cup FA cùng Chelsea trong mùa giải đầu tiên. Năm 1998 anh giành được cúp C2 trong trận chung kết đó anh đã ghi được 1 hat-trick.
Anh xuất hiện lần đầu trong màu áo đội tuyển quốc gia ở trận giao hữu với Ba Lan năm 1985. Anh ghi bàn thắng đầu tiên của mình cho đội tuyển ở trận gặp Malta trong khuôn khổ vòng loại Euro 1988 năm 1986. Anh tham dự World Cup 1986, Euro 1988 và World Cup 1990, giải mà đội tuyển Ý đoạt hạng 3. Trận cuối mà anh thi đấu cho đội tuyển quốc gia là trận gặp Malta ở vòng loại World Cup 1994 vào năm 1992. Trong trận đấu đó anh cũng ghi bàn, nhưng anh không tham dự vòng chung kết World Cup 1994 do bất đồng với huấn luyện viên Arrigo Sacchi. Sau đó anh công khai ủng hộ cho Brasil.

## Qua đời
Vào ngày 21 tháng 12 năm 2021, ông tiết lộ rằng ông đã chiến đấu với căn bệnh ung thư tuyến tụy lần thứ hai.  Ông qua đời vì căn bệnh này vào ngày 5 tháng 1 năm 2023 tại Luân Đôn, hưởng thọ 58 tuổi.

## Danh hiệu

### Cầu thủ
Sampdoria
- Serie A: 1990–91
- Coppa Italia: 1984–85, 1987–88, 1988–89
- Supercoppa Italiana: 1991
- UEFA Cup Winners' Cup á quân: 1988–89
- UEFA Cup Winners' Cup: 1989–90
- European Cup á quân: 1991–92

Juventus
- Serie A: 1994–95
- Coppa Italia: 1994–95
- Supercoppa Italiana: 1995
- UEFA Champions League: 1995–96
- UEFA Cup: 1992–93
- UEFA Cup: á quân: 1994–95[6]

Chelsea
- FA Cup: 1996–97
- League Cup: 1997–98
- UEFA Cup Winners' Cup: 1997–98

Đội tuyển Ý
- FIFA World Cup: Hạng ba: 1990[7]

### Huấn luyện viên
Chelsea
- FA Cup: 1999–2000
- League Cup: 1997–98
- FA Charity Shield: 2000
- UEFA Cup Winners' Cup: 1997–98
- UEFA Super Cup: 1998

## Thống kê
| Đội     | Nước | Từ                  | Đến                 | Thành tích | Thành tích | Thành tích | Thành tích | Thành tích |
| Đội     | Nước | Từ                  | Đến                 | Tổng       | T          | Thua       | H          | Tỉ lệ T %  |
| ------- | ---- | ------------------- | ------------------- | ---------- | ---------- | ---------- | ---------- | ---------- |
| Chelsea | Anh  | 12 tháng 2 năm 1998 | 12 tháng 9 năm 2000 | 143        | 76         | 29         | 38         | 53.15      |
| Watford | Anh  | 1 tháng 6 năm 2001  | 14 tháng 6 năm 2002 | 52         | 20         | 21         | 11         | 38.46      |